# Turner (cràter)
Turner és un petit cràter d'impacte que es troba a la Mare Insularum, prop de l'equador de la Lluna. Es troba a sud-est del cràter Gambart.

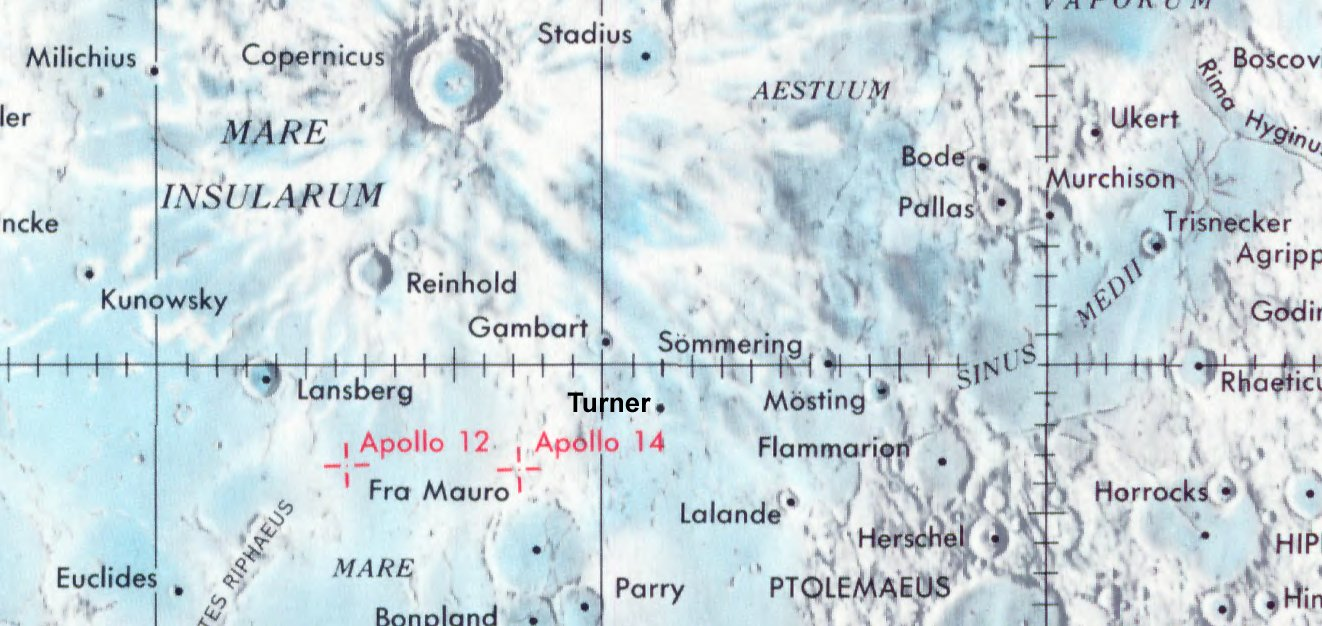
Localització de Turner (per sota de centre de la imatge)
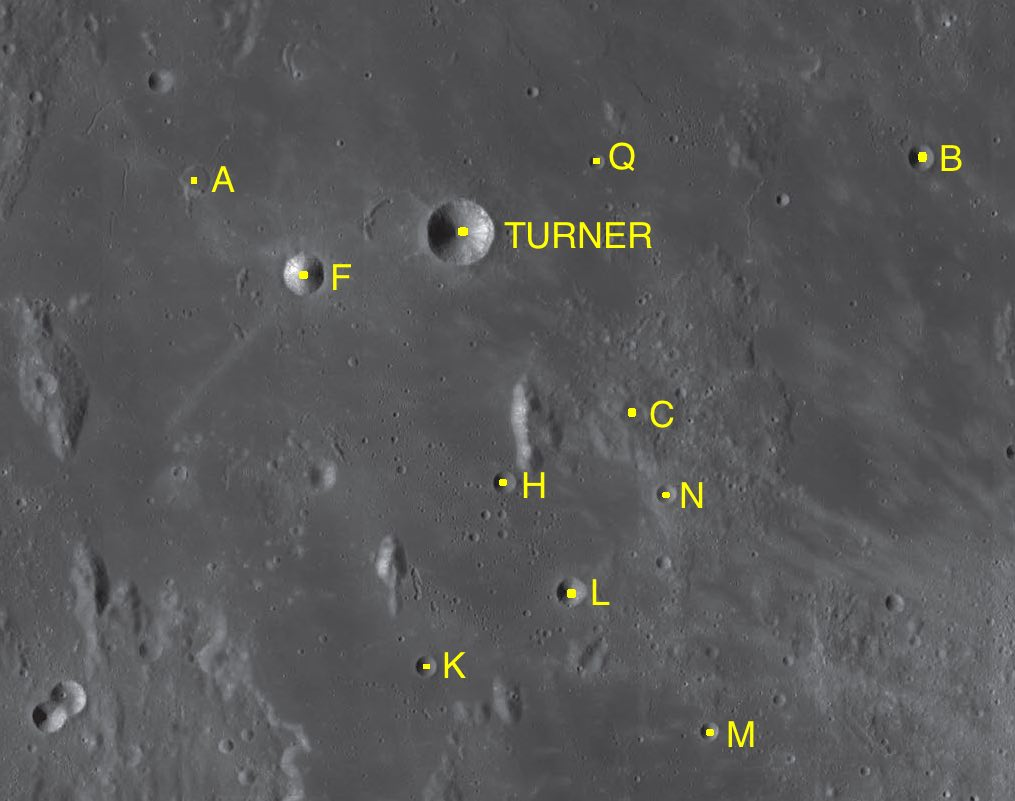
Cràters satèl·lit

És un impacte circular amb forma de con, amb les parets interiors descendint uniformement fins al punt mig. Un cràter palimpsest de mida similar està unit a la vora occidental de Turner, amb el seu sòl interior submergit per la lava i la vora romanent interrompuda en el sector sud-oest.

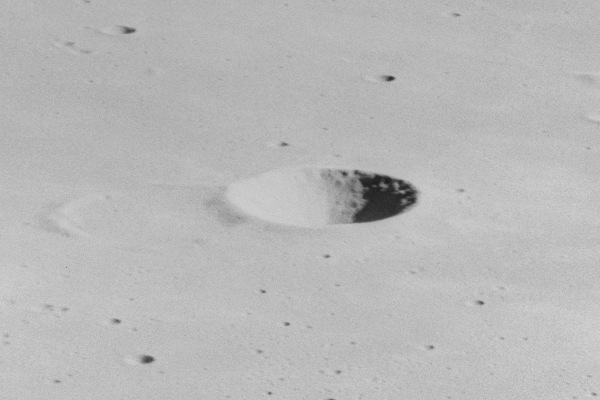
Fotografia de la missió Apollo 16
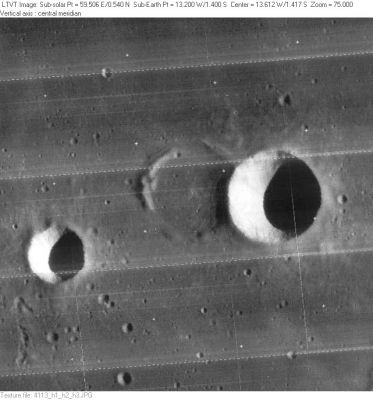
Fotografia de la missió Lunar Orbiter 4
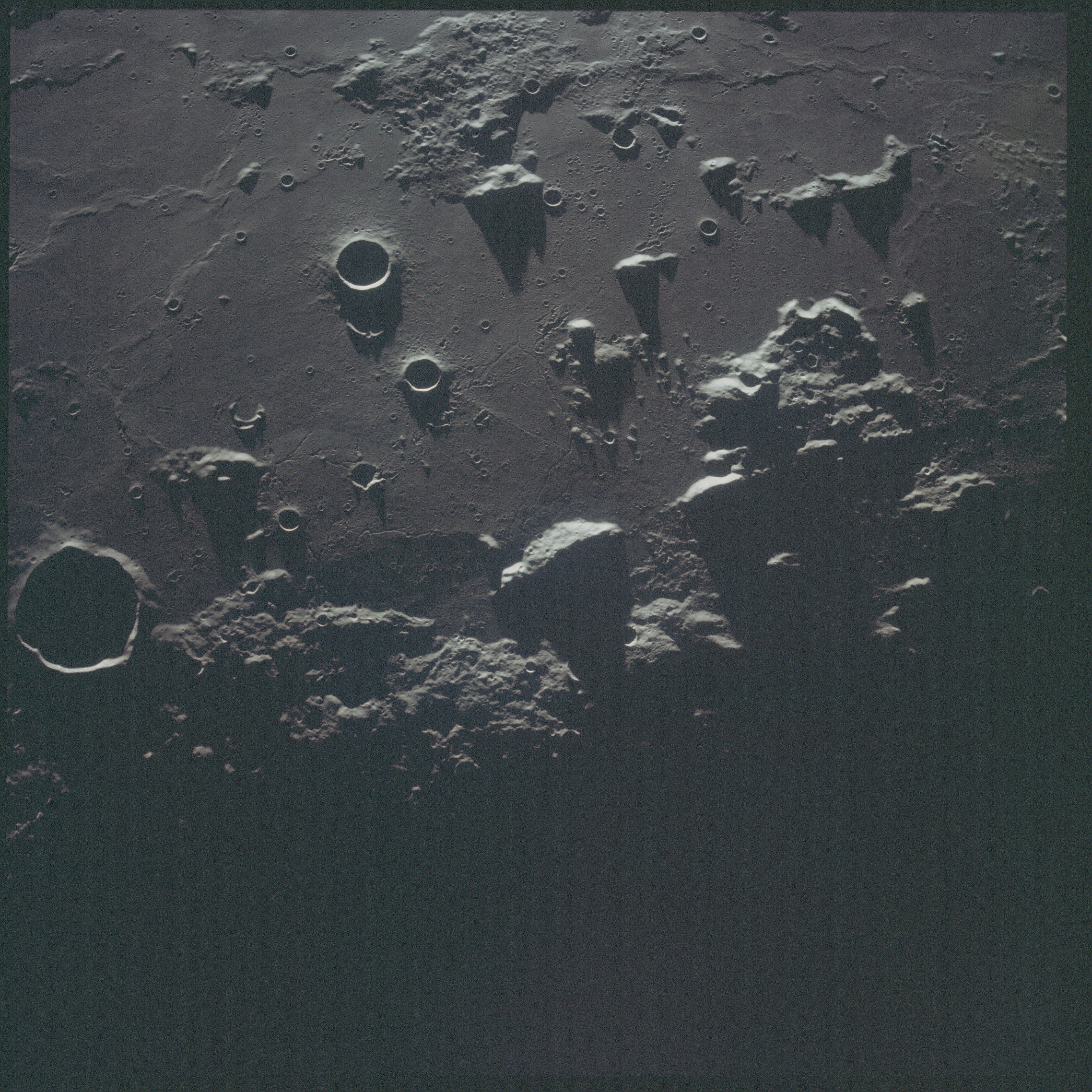
Vista del terminador des de l'Apollo 12, amb Turner (a l'esquerra el centre) i Gambart al costat de la vora esquerra

## Cràters satèl·lit
Per convenció aquests elements són identificats en els mapes lunars posant la lletra en el costat del punt central del cràter que està més proper a Turner.
| Turner | Coordenades                        | Diàmetre |
| ------ | ---------------------------------- | -------- |
| A      | 1° 06′ S, 14° 42′ O / 1.1°S,14.7°O | 6 km     |
| B      | 0° 54′ S, 10° 36′ O / 0.9°S,10.6°O | 5 km     |
| C      | 2° 24′ S, 12° 18′ O / 2.4°S,12.3°O | 5 km     |
| F      | 1° 36′ S, 14° 06′ O / 1.6°S,14.1°O | 7 km     |
| H      | 2° 48′ S, 13° 00′ O / 2.8°S,13.0°O | 4 km     |
| K      | 3° 48′ S, 13° 24′ O / 3.8°S,13.4°O | 4 km     |
| L      | 3° 24′ S, 12° 30′ O / 3.4°S,12.5°O | 5 km     |
| M      | 4° 12′ S, 11° 48′ O / 4.2°S,11.8°O | 4 km     |
| N      | 2° 54′ S, 12° 00′ O / 2.9°S,12.0°O | 4 km     |
| Q      | 1° 00′ S, 12° 24′ O / 1.0°S,12.4°O | 3 km     |